# Вертеп (театр)

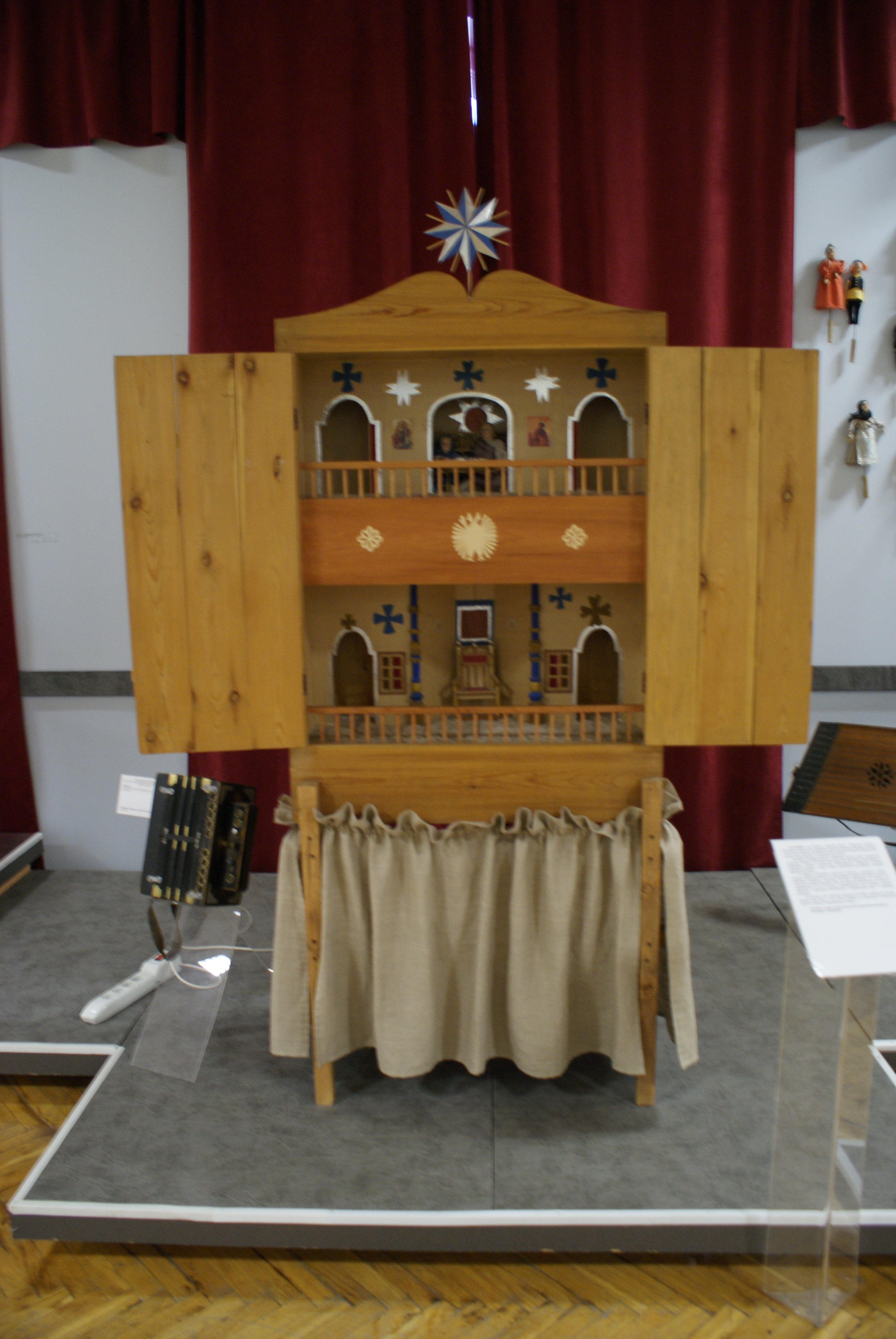
Белорусский вертеп (батлейка)

Верте́п (от ст.‑слав. врътъпъ, вьртьпъ — 'пещера, ущелье'; укр. верте́п, батле́йка, бел. батле́йка — происходит от названия города Вифлеема) — народный кукольный театр, представляющий собой двухэтажный деревянный ящик, напоминающий сценическую площадку. В Россию вертепный театр проник в конце XVII — начале XVIII веков из Польши через Украину и Белоруссию. Название связано с первоначальными изображением сценок о жизни Иисуса Христа в пещере, где его укрывали от царя Ирода.
У украинцев, белорусов и русских представление делилось на две части: религиозную и бытовую. Со временем религиозная часть сокращалась и приобретала местный колорит, а репертуар расширялся и вертеп превратился в народный театр.
В отличие от «театра Петрушки», управление куклами происходит снизу (Петрушка — перчаточная кукла).

## Устройство вертепа

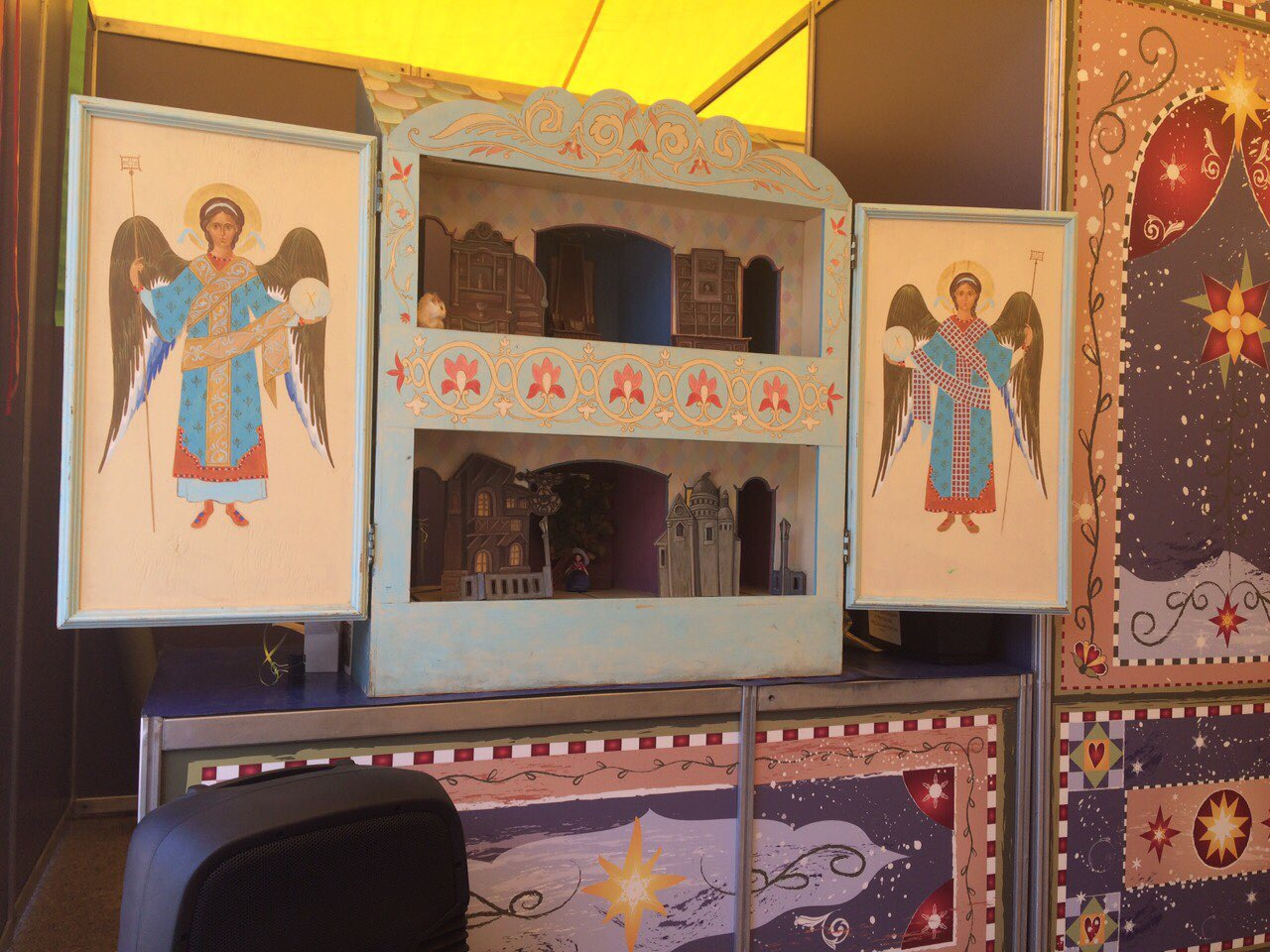
Передвижная батлейка Свято-Елисаветинского монастыря в Каменске-Шахтинском

Вертепный театр представлял собой большой ящик, внутри которого располагалась сцена, обычно двухъярусная. На верхней сцене показывали поклонение новорождённому младенцу Иисусу, в нижнем ярусе — эпизоды с Иродом, после смерти которого следовала бытовая часть представления. Деревянные куклы снизу прикреплялись к проволоке, с помощью которой вертепщик их передвигал по прорезям в полу. Главная декорация на сцене — ясли с младенцем. У задней стенки располагались фигуры праведного Иосифа с длинной бородой и святой Девы Марии. Сцены с рождением Христа традиционно разыгрывались в верхнем ярусе. Хозяин вертепа обычно сам произносил текст разными голосами и водил кукол. Мальчики-хористы распевали рождественские песнопения. А если присутствовал музыкант, то он сопровождал пение и пляски музыкой. Кукловоды и сопровождающие их музыканты и хор ходили от дома к дому, либо устраивали представления в местах общественного сбора — на торговых площадях.

## Сюжет

### Рождественская драма
Царь Ирод, узнав от волхвов, что родился Христос, и считая его претендентом на престол, решает убить его. Ирод приказывает воину избить в Вифлееме всех младенцев «от двух лет и ниже»; воин выполняет приказ, но «одна старая баба Рахиль не даёт своего дитёнка бити». Рассвирепевший Ирод повелевает убить младенца Рахили. За злодеяния Ирод платится жизнью: Смерть отрубает ему голову, а черти тащат его труп в ад. Добро торжествует.

### Социально-бытовая сатира
Вторая часть действия обычно была на злободневные темы, где главная роль отводилась Петрушке, а на юге России, в Белоруссии и на Украине сюжет напоминал новогодний обряд «вождения козы». В Белоруссии героями были: цыгане, воин на коне, пастушок Антипка, барыня и т. п. Вторая часть изменялась в зависимости от местности, где разыгрывается спектакль, и от находчивости и одарённости вертепщика.
На Украине после гибели Ирода — с пением, пляской, поздравительными виршами на сцене обычно появлялись цыган, еврей, москаль или лях (поляк), дед, баба, поп и казак-запорожец. Были и иные варианты героев. Описание одного из спектаклей приводится в журнале «Киевская старина» за 1882 год (т. IV) со слов Григория Галагана. Главным действующим лицом был Запорожец. В речах его «много глубокого своеобразного юмора, а в его действиях много сознания силы и господства, хотя и выражающегося в грубой форме: он всех и всё побеждает, одинаково не понимая ни чувства уважения к кому бы то ни было, ни чувства страха пред кем или чем-либо».
На сцене в виде шинка появляется Запорожец. Пирующий Поляк, заслышав песню о том, что «не буде краще, як у нас на Україні! Що немае жида, що немае ляха: не буде ізміни!», сразу же убегает.
Казак сразу же начинает хвастаться:

Случалось мені, і не раз,

В степу варить пиво:

Пив турчин, пив татарин,

Пив і лях на диво;

Багацько лежить

І тепер з похмілля

Мертвих голов і кісток

3 того весілля.
Но, оказывается, что у «героя» нет денег, и он не может расплатиться с хозяином шинка, естественно, евреем. Потому что он — «козак Іван Виногура, у його добра натура. В Полыці ляхів оббирае, а в корчмі пропивае».
Зато обуревает желание выпить. «Запорожец пьёт водку из барила, еврей поддерживает барило и дрожит от страха», — пишет Галаган. — После перепалки начинается потасовка. Запорожец убивает хозяина кабака, а потом подходит к колоколу и ведёт при этом довольно бессмысленные речи пьяного человека».
Затем главный герой подобным образом расправляется с Чёртом, потом хочет покаяться и зовёт священника. Появляется поп, который оказывается униатом. Запорожец пытается и его поколотить со словами, что «уніатських попів не бив, а з них живих кожу лупив». Однако проворный поп тут же даёт деру, вызвав одобрительную реплику своего мучителя: «Добре зробив, що втік!» Звучит музыка.
«Этою последнею победою над всеми своими врагами оканчиваются сцены с Запорожцем. Прощаясь со зрителями, казак как будто чувствует, что он не всем мог угодить своими дерзкими выходками», и, уходя со сцены, произносит:

Що ж, панове? По сій мові

Будьмо здорові

3 пісні слова не викинеш

А що було, то барзо прошу

про те не поминати,

Бо вже піду під курінь

віку доживати.

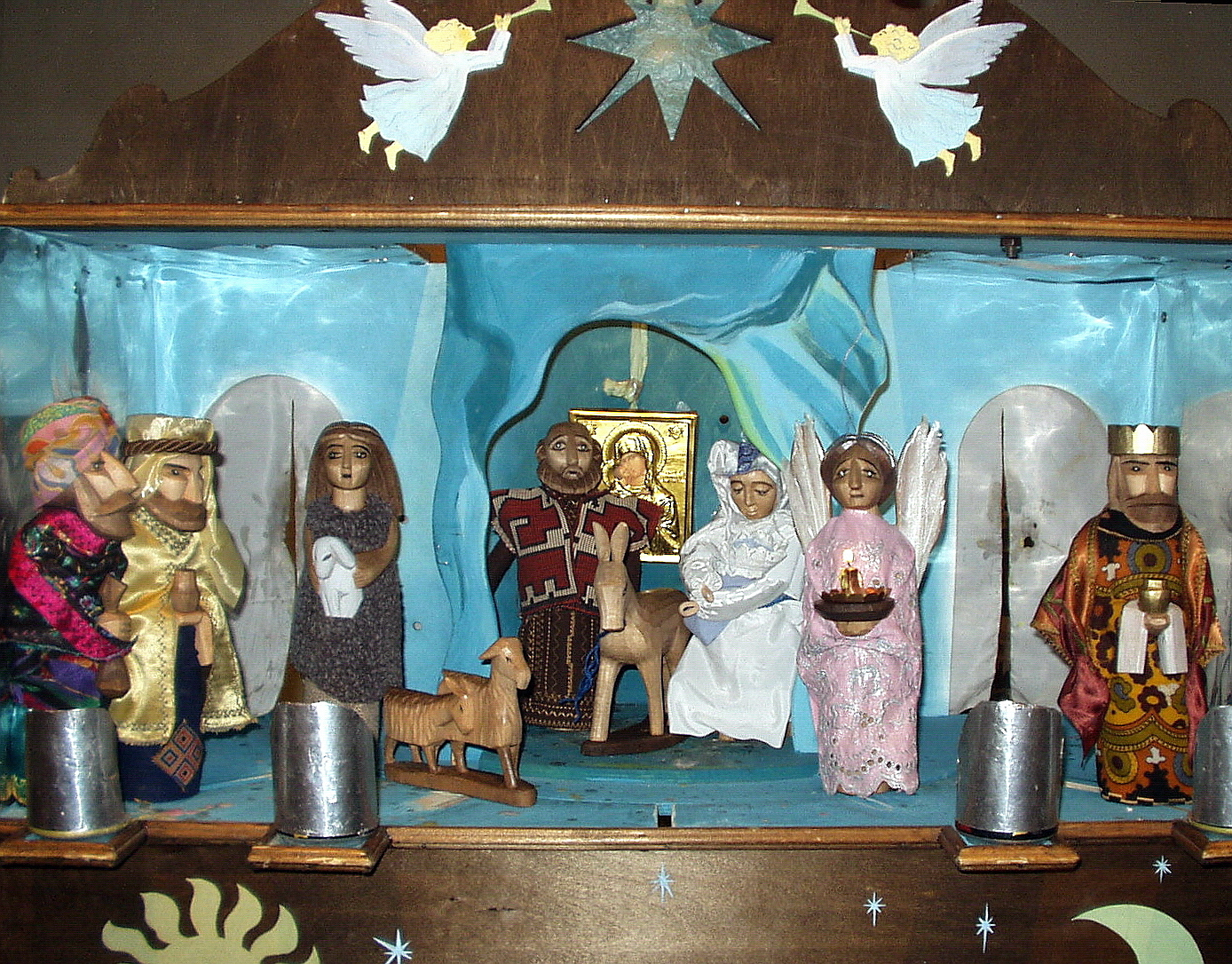
Современный воссозданный вертеп Ансамбля Дм. Покровского, верхний этаж (худ. А. Петров, Д. Хомов, О. Юкечева)
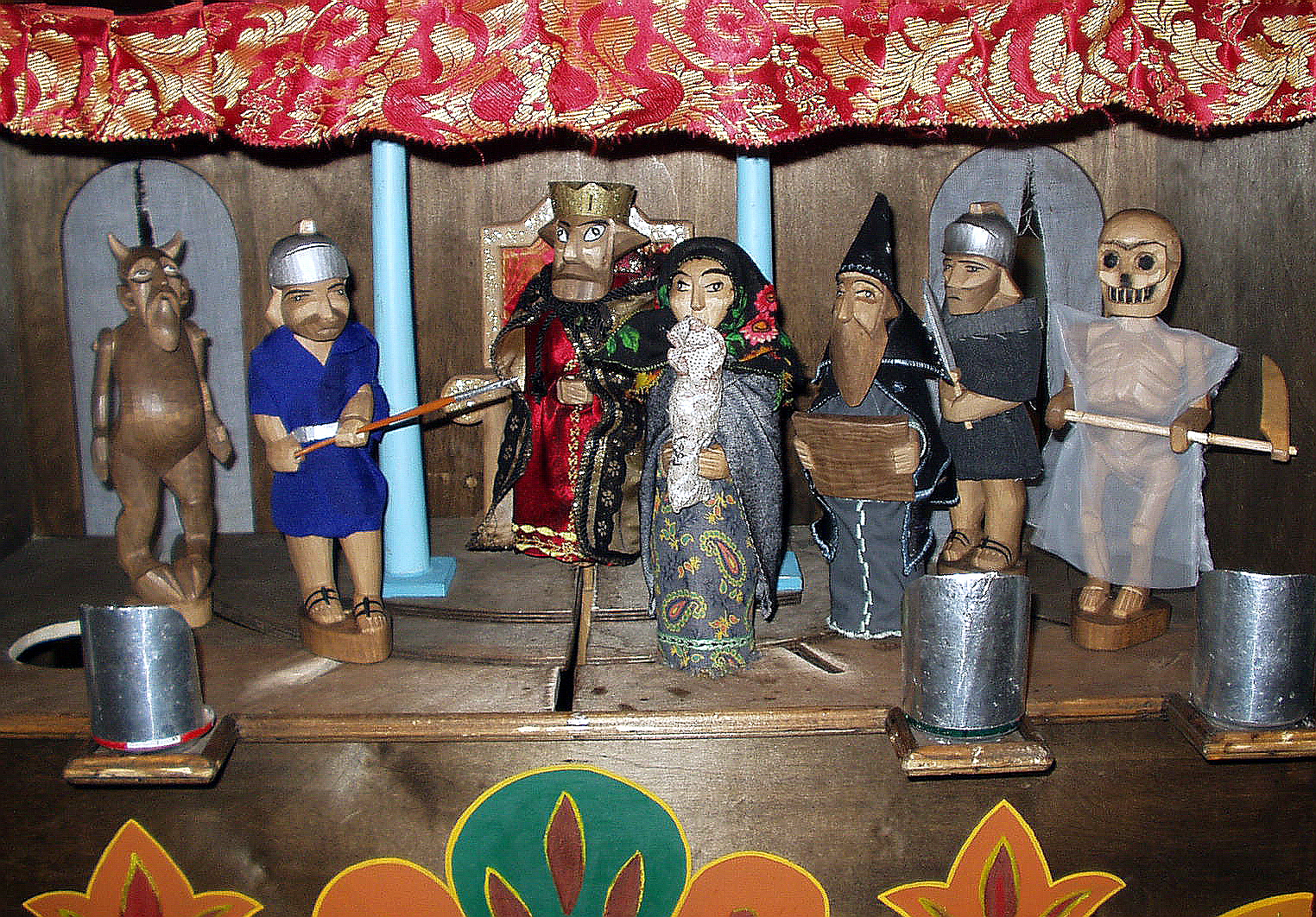
Современный воссозданный вертеп Ансамбля Дм. Покровского, нижний этаж
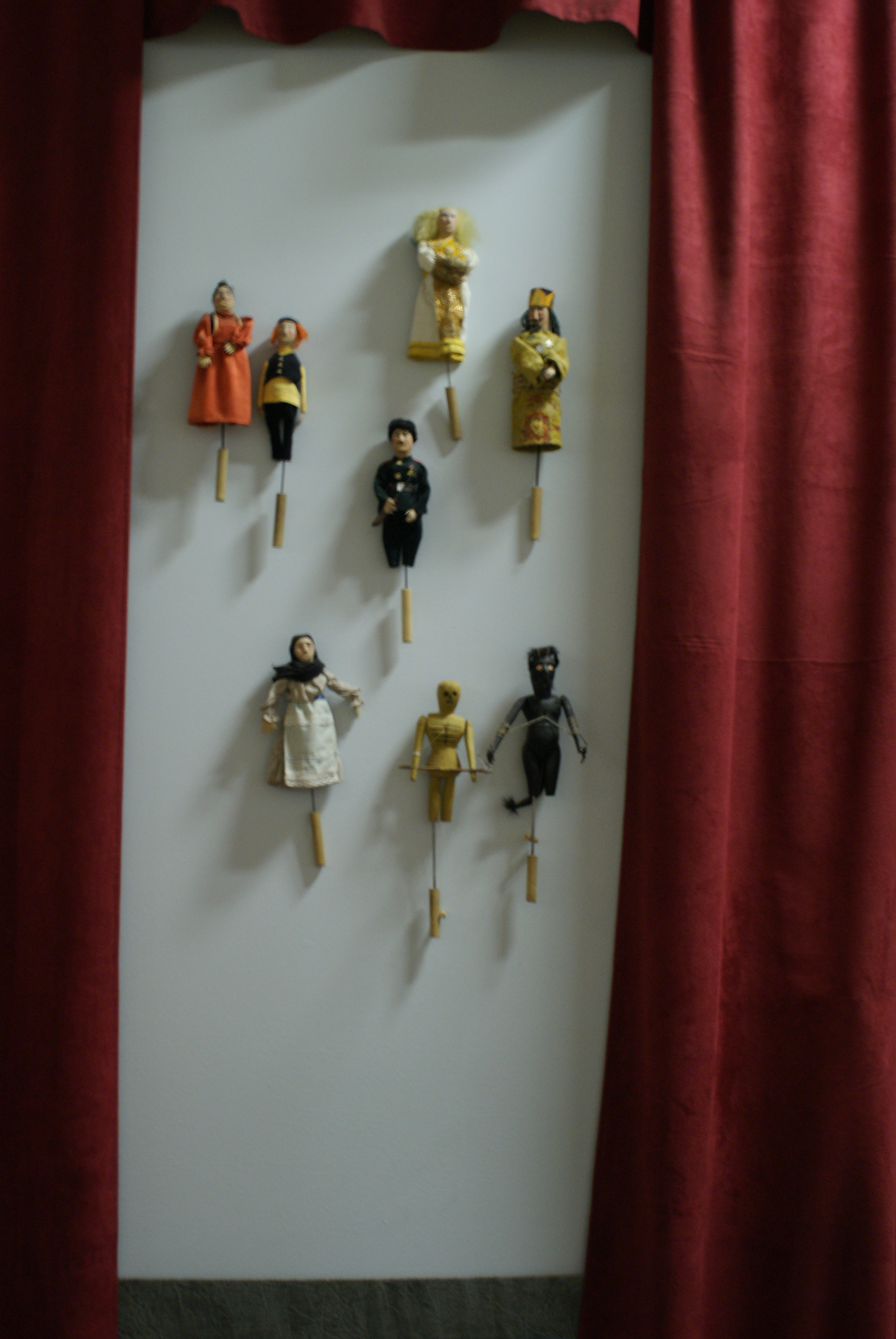
Куклы для батлейки в Национальном историческом музее Республики Беларусь

## Социальная база
Средой, из которой вырос вертеп, обычно считают украинское студенчество, главным образом киевские «спудеи», которые способствовали занесению её и на север, например в Сибирь. Время существования вертепной драмы в Польше и России исчисляется приблизительно 200-летним периодом. В первой половине XIX века вертеп как бытовое явление исчезает, появляясь временами в глухих местах Белоруссии и Украины и более прочно задерживаясь в быту украинского крестьянства Восточной Галиции. Опубликованный в книге Е. Марковского текст Хорольского вертепа, записанный в 1928 году, свидетельствует, что вертепная драма на Украине дожила до начала XX века.
Вертепный театр был любимым развлечением для детей дореволюционной России. Ходили с театриками-ящиками с 25 декабря в течение Святочной недели, а иногда и до самого Великого поста, но после Святочной недели духовную часть показывать запрещалось, оставалась только светская.